# Amalie Margrethe Christiane Caroline af Leiningen-Westerburg
Amalie Margrethe Christiane Caroline grevinde Lerche, født rigsgrevinde af Leiningen-Westerburg (29. juni 1713, død 8. juli 1800) var en dansk-tysk adelsdame.
Hun var datter af Georg Carl Ludwig rigsgreve von Leiningen-Westerburg og Margrethe f. komtesse Danneskiold-Laurvigen. Hun blev 1753 Dame de l'union parfaite.
22. december 1744 ægtede hun general, greve Christian Lerche.